# Вапцаров
„Вапцаров” је југословенски и македонски ТВ филм из 1977. године. Режирао га је Душко Наумовски а сценарио је написао Славко Димевски.

## Улоге
| Глумац           | Улога                  |
| ---------------- | ---------------------- |
| Дарко Дамевски   | Никола Јанков Вапцаров |
| Нада Гешовска    |                        |
| Владимир Светиев |                        |